# Epicephala spinula
Epicephala spinula là một loài bướm đêm thuộc họ Gracillariidae. Nó được tìm thấy ở quần đảo Marquesas.